# Himalayamyskros
Himalayamyskros (Rosa brunonii)  är en art i familjen rosväxter och förekommer naturligt från norra Pakistan till sydvästra Kina. Arten kan odlas som trädgårdsväxt i Sverige, men är dåligt härdig. 
Himalayamyskros är en lövfällande buske med bågböjda till klängande stammar, som blir 5-12 meter långa. Grenarna har kraftiga, korta, krokiga taggar. Stiplerna är smala med utställda spetsar. Bladen är 17–21 cm långa med 5-7 (-9) delblad. Delbladen är smalt äggrunda till elliptiska eller avlångt elliptiska, -6 cm långa, spetsiga eller utdraget spetsiga, blågröna eller grågröna, ofta med något hårig ovansida. Undertill är bladen dunhåriga, åtminstone på nerverna, mer sällan glandelhåriga. Bladkanterna är enkelt tandade. Blommorna sitter i stora sammansatta kvastar, de blir 2,5–5 cm i diameter och är doftande. Foderbladen har sidoflikar, de är håriga och något klibbåriga på utsidan. De är tillbakadragna i blomningen och faller senare av. Kronbladen är vita. Pistillerna är sammanväxta med duniga märken. Fruktämnet är hårgt och vanligen klibbigt. Frukterna, nyponen, nästan runda till äggrunda, rödbruna, 7–18 mm och kala.
Himalayamyskrosen anses ibland som en varietet av, eller rent av synonym till myskrosen (R. moschata) och förväxlas ofta i trädgårdar. Myskrosen är dock en vintegrön, mer busktlikt växande art, med smalare delblad och har foderblad som sitter kvar på frukten.
Arten liknar också honungsros (R. helenae), men honungsrosen har blommor som sitter i enkla, tillplattade kvstar.
'La Mortola' är en sort framtagen av Hanbury, vid Sunningdale Nursery i England, 1954. Det är klart om det är en selektion av arten eller en hybrid.

## Synonymer
- Rosa arborea Pers.
- Rosa brownii Tratt.
- Rosa brunonii var. arborea (Pers.) Ser.
- Rosa brunonis Wall.
- Rosa clavigera H.Lév.
- Rosa moschata var. nepalensis Lindl.
- Rosa nepalensis Andr.
- Rosa pubescens Roxb.
- Rosa pubescens subsp. kostrakiewiczii Popek